# レヴィ・ウェルズ・プレンティス
レヴィ・ウェルズ・プレンティス（Levi Wells Prentice、1851年12月18日 -  1935年11月28日）はアメリカ合衆国の画家である。果物のある静物画や風景画で知られる。

## 略歴
ニューヨーク州のルイス郡に育った。独学で画家になりニューヨーク州の北部のアディロンダック山地やそのまわりの風景を描いた。1875年にニューヨーク州のシラキュースにスタジオを開いた。1882年にイギリス人女性と結婚した後、バッファローで暮らし、1903年頃にフィラデルフィアに移った。ニューヨークのブルックリン美術協会のメンバーであり、作品をその展覧会に出展した。
「ハドソン・リバー派」の画家たちの影響やイギリスの評論家で画家でもあったジョン・ラスキンの絵画論からも影響を受けたとされる。
風景の中に果樹を描いた作品や、質感を表現した静物画の画家として評価された。作品はニューヨーク州立博物館、ボストン美術館、モントクレア美術館、フィルブルック美術館、エール大学美術館などに収められている。

## 作品

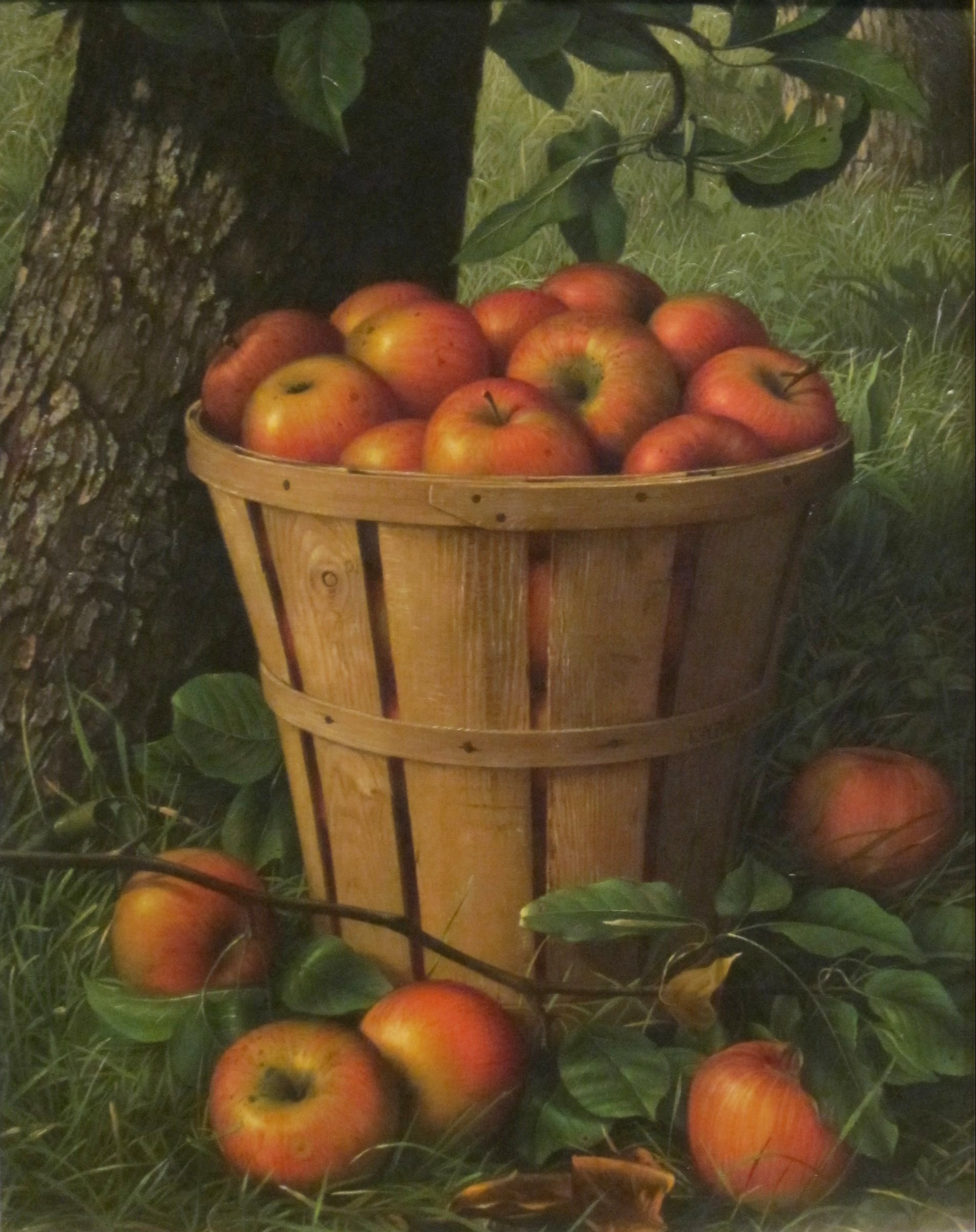
「りんごの籠」
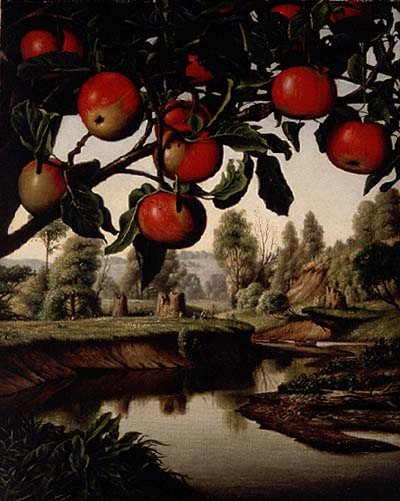
「りんごの木と風景」
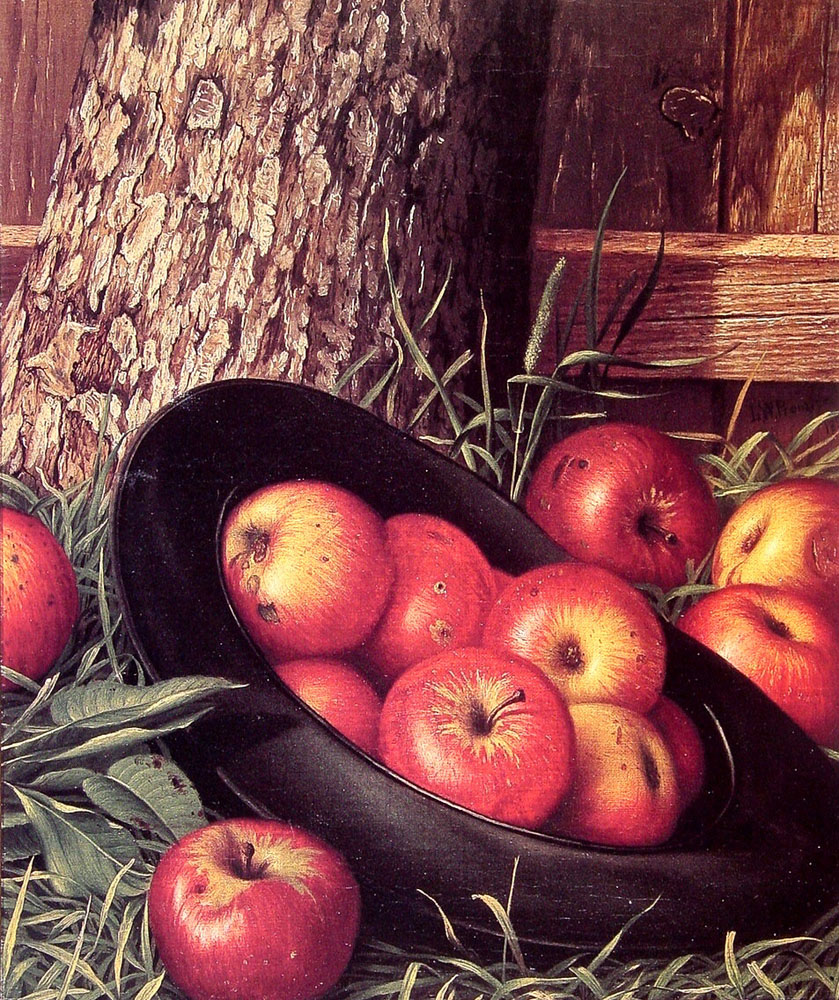
「帽子の中のりんご」
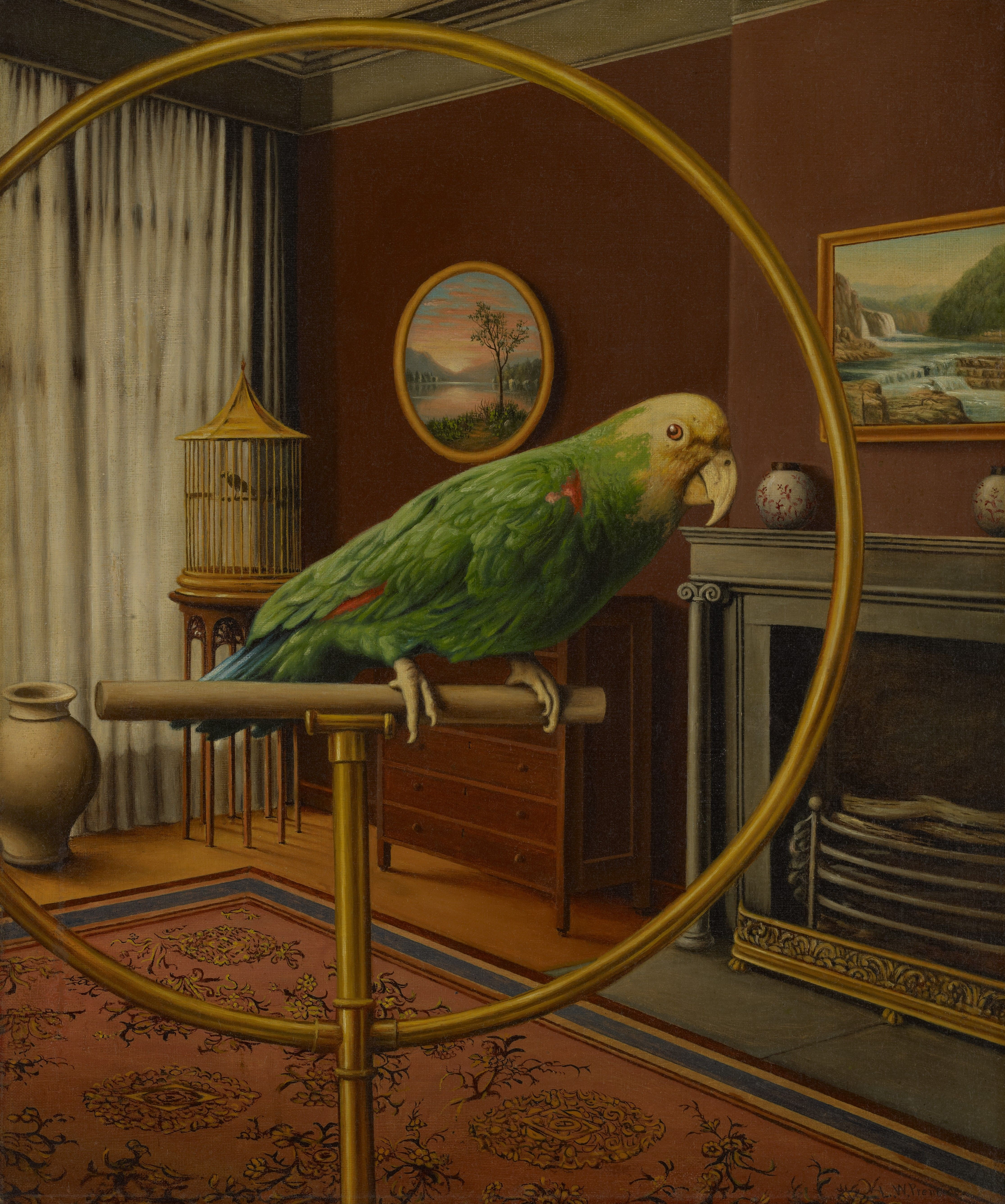
A Portrait